# Islanda ai Giochi olimpici
L'Islanda ha partecipato per la prima volta ai Giochi olimpici estivi nel 1908 e nel 1948 per la prima volta alle edizioni invernali; i suoi atleti hanno vinto in tutto 4 medaglie olimpiche, tutte nelle edizioni estive. La prima medaglia per l'Islanda fu conquistata da Vilhjálmur Einarsson, argento nel salto triplo a Melbourne 1956.
L'Associazione Nazionale Olimpica e Sportiva d'Islanda, fondata nel 1921, è riconosciuta dal CIO dal 1935.

## Medagliere storico

### Medaglie ai giochi estivi
| Giochi                 | Oro              | Argento          | Bronzo           | Totale           |
| ---------------------- | ---------------- | ---------------- | ---------------- | ---------------- |
| 1908 Londra            | 0                | 0                | 0                | 0                |
| 1912 Stoccolma         | 0                | 0                | 0                | 0                |
| 1920 Anversa           | non partecipante | non partecipante | non partecipante | non partecipante |
| 1924 Parigi            | non partecipante | non partecipante | non partecipante | non partecipante |
| 1928 Amsterdam         | non partecipante | non partecipante | non partecipante | non partecipante |
| 1932 Los Angeles       | non partecipante | non partecipante | non partecipante | non partecipante |
| 1936 Berlino           | 0                | 0                | 0                | 0                |
| 1948 Londra            | 0                | 0                | 0                | 0                |
| 1952 Helsinki          | 0                | 0                | 0                | 0                |
| 1956 Melbourne         | 0                | 1                | 0                | 1                |
| 1960 Roma              | 0                | 0                | 0                | 0                |
| 1964 Tokyo             | 0                | 0                | 0                | 0                |
| 1968 Città del Messico | 0                | 0                | 0                | 0                |
| 1972 Monaco            | 0                | 0                | 0                | 0                |
| 1976 Montreal          | 0                | 0                | 0                | 0                |
| 1980 Mosca             | 0                | 0                | 0                | 0                |
| 1984 Los Angeles       | 0                | 0                | 1                | 1                |
| 1988 Seul              | 0                | 0                | 0                | 0                |
| 1992 Barcellona        | 0                | 0                | 0                | 0                |
| 1996 Atlanta           | 0                | 0                | 0                | 0                |
| 2000 Sydney            | 0                | 0                | 1                | 1                |
| 2004 Atene             | 0                | 0                | 0                | 0                |
| 2008 Pechino           | 0                | 1                | 0                | 1                |
| 2012 Londra            | 0                | 0                | 0                | 0                |
| 2016 Rio de Janeiro    | 0                | 0                | 0                | 0                |
| 2020 Tokyo             | 0                | 0                | 0                | 0                |
| 2024 Parigi            | 0                | 0                | 0                | 0                |
| Totale                 | 0                | 2                | 2                | 4                |

### Medaglie ai giochi invernali
| Giochi                 | Oro              | Argento          | Bronzo           | Totale           |
| ---------------------- | ---------------- | ---------------- | ---------------- | ---------------- |
| 1948 St. Moritz        | 0                | 0                | 0                | 0                |
| 1952 Oslo              | 0                | 0                | 0                | 0                |
| 1956 Cortina d'Ampezzo | 0                | 0                | 0                | 0                |
| 1960 Squaw Valley      | 0                | 0                | 0                | 0                |
| 1964 Innsbruck         | 0                | 0                | 0                | 0                |
| 1968 Grenoble          | 0                | 0                | 0                | 0                |
| 1972 Sapporo           | non partecipante | non partecipante | non partecipante | non partecipante |
| 1976 Innsbruck         | 0                | 0                | 0                | 0                |
| 1980 Lake Placid       | 0                | 0                | 0                | 0                |
| 1984 Sarajevo          | 0                | 0                | 0                | 0                |
| 1988 Calgary           | 0                | 0                | 0                | 0                |
| 1992 Albertville       | 0                | 0                | 0                | 0                |
| 1994 Lillehammer       | 0                | 0                | 0                | 0                |
| 1998 Nagano            | 0                | 0                | 0                | 0                |
| 2002 Salt Lake City    | 0                | 0                | 0                | 0                |
| 2006 Torino            | 0                | 0                | 0                | 0                |
| 2010 Vancouver         | 0                | 0                | 0                | 0                |
| 2014 Soči              | 0                | 0                | 0                | 0                |
| 2018 Pyeongchang       | 0                | 0                | 0                | 0                |
| 2022 Pechino           | 0                | 0                | 0                | 0                |
| Totale                 | 0                | 0                | 0                | 0                |

## Medagliere per sport
| Sport            | Oro | Argento | Bronzo | Totale |
| ---------------- | --- | ------- | ------ | ------ |
| Atletica leggera | 0   | 1       | 1      | 2      |
| Pallamano        | 0   | 1       | 0      | 1      |
| Judo             | 0   | 0       | 1      | 1      |